# Ołeksandr Zacharuk
Ołeksandr Zacharuk (ukr. Олександр Валерійович Захарук; ur. 25 sierpnia 1976) – ukraiński zapaśnik w stylu wolnym. Dwukrotny olimpijczyk. Piąty w Sydney 2000, siódmy w Atenach 2004. Startował w kategorii 54–55 kg.
Zdobył trzy brązowe medale na mistrzostwach świata - w 1999, 2002 i 2003. Czwarte miejsce w 1997. Pięciokrotny złoty medalista mistrzostw Europy (1997, 1998, 1999, 2000, 2006). Trzeci w Pucharze Świata w 2000 roku.